# 稻垣祥
稻垣祥（日语：稲垣 祥；1991年12月25日—），日本足球運動員，日本國家足球隊成員，司職中場，現效力日職球隊名古屋鯨魚。

## 俱樂部生涯
稻垣祥出生于1991年12月25日，从FC东京U15到帝京高中，再到日本体育大学，2014年，稻垣祥加盟甲府风林，正式开启自己的职业生涯。 2017年转会广岛三箭，出场29次，取得4进球1助攻。上个赛季，稻垣祥加盟名古屋鲸鱼。踢后腰位置的他今年进化出了进攻能力，直至日职联赛六轮，他场场首发出战且有三球入账，其中客战神户胜利船和鹿岛鹿角的两脚远射，为名古屋带去重要的六分。

## 國家隊生涯
稻垣祥原本并未被招入大名单，由于大阪樱花的原川力因伤退出集训，他才得以作为替补被召集入队。
稻垣祥在下半场第63分钟替补鎌田大地登场，迎来国家队首秀仅仅过去五分钟，他又收获了国家队处子球，大迫勇也带球吸引四名防守队员，回传给大禁区中路的稻垣祥，后者大力推射破门。补时阶段，稻垣祥接伊东纯也传球，几乎在第一球相同的位置起脚射入，皮球飞入球门右上死角。

## 外部連結
- 稻垣祥 （页面存档备份，存于）于广岛三箭官网中的档案
- 稻垣祥 （页面存档备份，存于）于甲府风林官网中的档案
- 日本職業足球聯賽中的稻垣祥 （日語）
- 稻垣祥的X（前Twitter）